# Скин, Александр
Александр Джонстон Чалмерс Скин (/skiːn/; англ. Alexander Johnston Chalmers Skene; 17 июня 1837 — 4 июля 1900) — британско-американский гинеколог из Шотландии, описавший железы Скина.

## Биография

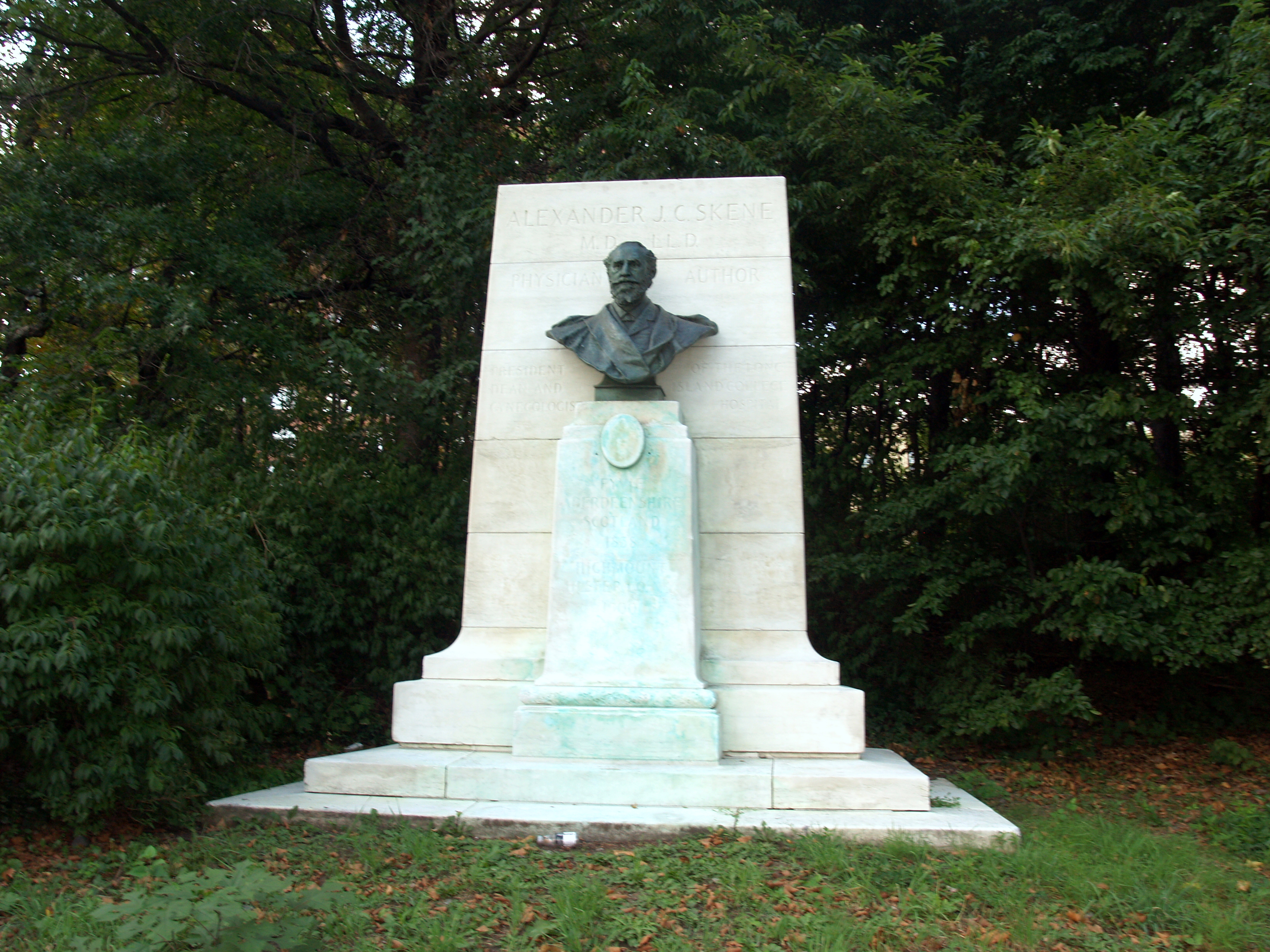
Мемориал Скину на Гранд-Арми-Плаза

Скин родился 17 июня 1837 года в Файви, Шотландия, Великобритания. В возрасте 19 лет он уехал в Северную Америку. Изучал медицину в Королевском колледже (ныне Университет Торонто), затем в Мичиганском университете и, наконец, в Больнице колледжа Лонг-Айленда (ныне Медицинский центр Даунстейт штата Нью-Йорк) в Бруклине, который окончил в 1863 году. С июля 1863 года по июнь 1864 года исполнял обязанности помощника хирурга в армии США, после чего занялся частной практикой в Бруклине и стал профессором женских болезней в больнице колледжа Лонг-Айленда. Он был профессором гинекологии в аспирантуре Медицинской школы Нью-Йорка в 1884 году и президентом Американского гинекологического общества.
Скин написал более 100 медицинских статей и несколько учебников. Он изобрёл много хирургических инструментов и усовершенствовал хирургические методы. Он выполнил первую зарегистрированную успешную операцию гастроэлитротомии, а также краниотомию с использованием зеркала Симса. Прежде всего, он известен описанием желёз Скина на дне влагалища. Он также описал их инфекцию — скенит. Скин сотрудничал с Дж. Мэрион Симсом, который проводил гинекологические осмотры и операции на порабощённых афроамериканских женщинах без анестезии, но Скин, похоже, не участвовал в этих экспериментах.
Как скульптор Скин создал бюст Симса, который выставлен в вестибюле Медицинского общества округа Кингс. Бюст в честь Скина расположен на Проспект-Парк (также известна как Гранд-Арми-Плаза). Эту статую предлагалось перенести в 2011 году для размещения статуи бывшего президента США Авраама Линкольна, но этого не произошло.
Скин умер в своем летнем доме в деревне Катскилл в одноименных горах, Нью-Йорк, 4 июля 1900 года. Похоронен на кладбище Рокленд в Спаркилле, штат Нью-Йорк. У него остался сын Джонатан Бауэрс.

## Работы
- Uro-Cystic and Urethral Diseases in Women (New York, 1877)
- Treatise on Diseases of Women, for the Use of Students and Practitioners (1888)